# 缅甸内战 (2021年至今)
2021年至今的缅甸内战，也称为缅甸春季革命和人民保卫战，是伴随缅甸长期内乱的一场持续的内战，緬甸内乱因2021年军事政变和随后对反政变抗议活动的暴力镇压而大幅升级。截至2024年2月，數千名士兵不戰而降，包括該政權缅甸国防军的六名將軍。部分觀察家寫道，緬軍的軍隊仍然“強大且裝備精良”，擁有“外部盟友和經濟資源”。
截至2023年3月，聯合國估計，自2021年2月政變以來，緬甸有1760萬人需要人道援助，160萬人在境內流離失所，超過55,000座民用建築被摧毀。聯合國人道事務協調廳（UNOCHA）表示，已有4萬多人逃往孟加拉、印度和泰國等鄰國。
政变后的几个月裏，反对派开始在民族团结政府周围联合起来，向軍政府发起进攻。到2022年，反对派控制了大片但人口稀少的领土。在许多村庄和城镇，军政府的袭击导致数万人被驱逐。2023年2月，政变两周年之际，国家行政委员会主席敏昂莱承认失去了对“超过三分之一”镇区的稳定控制。独立观察员指出，实际数字可能要高得多，330个镇区中只有72个仍在缅军控制之下，尽管这些镇区包括所有主要人口中心。
截至2023年10月，緬軍控制了該國不到40%的領土，儘管他們堅稱自己控制著該國330個鄉鎮的約三分之二。2023年下半年，欽邦的欽蘭國防軍佔領了該邦的大部分地區，僅在城市地區和印緬邊境沿線有少數頑固分子。2023年10月，緬軍開始面臨人力問題，開小差和士氣低落的情況極為普遍，恰逢人民防衛軍（PDF）和三兄弟聯盟在該國西部發動大規模叛軍攻勢，即1027行動；在2023年11月28日之前，該行動成功佔領了80個基地、220個軍政府陣地和幾個城鎮。
2023年10月和11月發生了一系列反攻，包括圍困州首府壘固的1111行动，以及反軍政府部隊在若開邦和欽邦北部重新爆發衝突。起自1027行動的攻勢之下，反軍政府武裝於2023年11月上旬奪取了實皆地區縣級城鎮高林（後被軍政府部隊收復），並於2024年1月上旬佔領了果敢自治區首府老街。1027行動在撣邦北部停火後繼續進行，謬杭等地區於2024年2月落入若開軍部隊之手。

## 背景

### 緬甸內部衝突
自1948年以來，緬甸的暴動一直持續不斷，而且主要是基於種族的。 共產主義叛亂和克倫民族聯盟是中央政府的主要反對者。20 世紀，幾個著名的民族武裝組織 (EAO) 的影響力和控制力經歷了興衰。 克欽獨立軍 (KIA) 等較大的反叛派係是為了應對奈溫1962年緬甸軍事政變及其加強的政治鎮壓而成立的。 8888起義是為了回應奈溫的極權統治，導致一些第一批現代緬族民兵由前往少數民族叛亂控制地區的抗議者組成。

### 政变與示威
2021年2月1日上午，缅甸军方通过政变成功推翻了缅甸民选政府，组建了军政府。前总统温敏、昂山素季和全国民主联盟的其他几名成员在清晨的突袭中被拘留，敏昂莱被任命为国防军总司令和国家事实上的统治者。
政变背后的确切动机尚不清楚。在政变前夕，缅军声称2020年大选有860万选民违规，但没有提供任何证据。这次政变可能是重建十年前结束的军方对国家长期统治的一种方式。
对反政变示威活动的血腥镇压导致了武装团体的成立，以对抗国家行政委员会和军政府。由政变前在任的议员组成的民族团结政府（NUG）在2021年9月以人民保卫军（PDF）的名号正式宣布对军事政权发动“保卫战”。 ACLED估计，截至2022年7月29 日，共有约23,521人在2021年政变后的暴力事件中丧生。

### 现有冲突

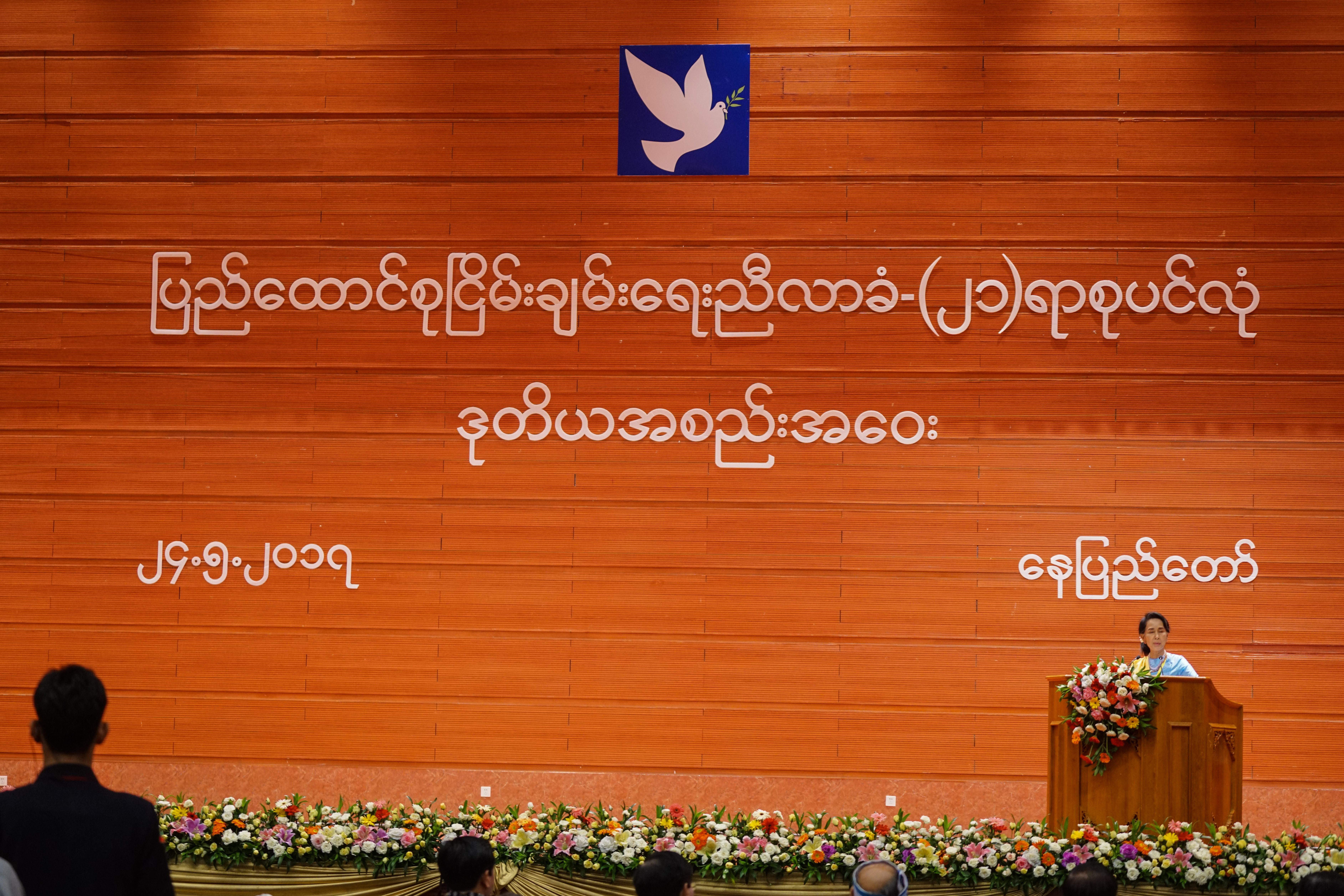
2017年5月24日，昂山素姬在21世紀彬龍會議暨聯邦和平大會致開幕詞

自1948年以来，缅甸的叛乱一直持续不断，而且主要是基于种族的。共产主义叛乱分子和克伦民族联盟是中央政府的主要反对者。20世纪以来，数支著名的少数民族地方武装（简称“民地武”）影响力和控制力历经兴衰。克钦独立军等较大的叛军派系是为了应对奈温1962年缅甸政变及其加强的政治镇压而成立的。 8888起义是对奈温极权统治的响应，导致第一批现代缅族民兵应运而生，这些民兵由前往少数民族控制地区的抗议者组成。
8888民主運動后，国家法律和秩序恢复委员会（后来称为国家和平与发展委员会）组建了军政府。缅军严重削弱了少数民族叛乱组织，在20世纪90年代摧毁了他们的大部分基地和据点。到2011-2015年缅甸政治改革时，军政府重新控制了包括果敢和克伦邦在内的许多长期叛乱据点。
作为政治改革和民主化的一部分，2008年宪法设立了自治区域，增强了自治权。2015年，8个民地武与中央政府签署了《全国停火协议》。 然而，到了2018年，由于缅甸国防军士兵进入EAO领土修建道路涉嫌违反协议精神，这份协议早已开始分崩离析。许多未签署协议的民地武继续发生冲突。 2016年底，克钦独立军和若开军等四个非全国停火协议签署方组成了缅北联合阵线，与中央政府和其他民地武进行战斗。 

## 時間線

### 序幕

#### 武装抗议者
3月下旬，数十名抗议者前往缅甸边境地区，加入该国众多叛乱组织中的其中一支接受训练， 增加了全国内战的风险。代表议会的委员会还提议组建一支“联邦武装部队”来打击军方，3月下旬，若开军威胁称，如果军方“继续屠杀平民”，将终止与军方的停火。
3月下旬，抗议者越来越多地开始用枪支等自制武器进行自我武装，试图抵御军方的袭击。与此同时，随着抗议者使用武装抵抗的趋势上升，与军方的冲突以及针对行政大楼和警察局的简易爆炸装置袭击变得更加普遍。

#### 种族冲突再度升级
全国各地的动乱以及军政府军队的介入使得民地武有所壮大。克钦独立军（KIA）自2月以来一直对军方发起进攻，并于3月25日占领了拉咱镇附近的阿劳本军事基地。第二天，克伦民族解放军（KNLA）袭击了一个军事基地，造成10名士兵死亡，并劫持了其他人质，这是抗议活动开始以来首次针对军队的袭击。 第三天发生了2021年葛礼冲突，这是葛礼镇抗议者首次公开武装对抗军政府。抗议者使用自制武器对付袭击抗议营地的士兵和安全部队。 
军政府宣布将于3月29日停止一切军事行动，并与民地武组织举行双边谈判。然而，克钦独立军继续保持进攻态势，声称缅甸军队并未停止军事行动。 整个 4 月，非正式冲突愈演愈烈，例如4月8日，抗议者用猎枪和燃烧弹对士兵进行反击，导致11名抗议者死亡。同一天，该国因反政变抗议活动死亡人数超过 600人（自2月1日以来）。
《全国停火协议》签署方的七个民地武组织与代表议会委员会结盟，其中包括全缅甸学生民主阵线和克伦民族联盟。由若开军、德昂民族解放军和缅甸民族民主联盟军组成的缅北联合阵线袭击了掸邦瑙蒙的一个警察局，造成至少10名警察死亡，这表明他们无视军政府对于停火的呼吁。作为回应，军政府军队于4月11日发起反攻，利用空袭和地面部队夺回阿劳本基地，但在伤亡惨重的情况下不得不撤退。

#### 新的冲突
4月26日，敏达战役成为2021年政变引发的首批大规模冲突之一。钦邦保卫军（CDF）在钦邦敏达开始武装抵抗。作为回应，军政府切断了食物和水的供应并宣布戒严。当该镇昂山雕像外的一群示威者要求释放六名被捕的同事时，战斗开始了，据称一名政府士兵向某人开枪，促使抗议者做出反应。据一名援助人员称，随着缅甸军方开始全面行动，镇压当地公民领导的武装叛乱，已有超过10,000人离开钦邦南部的敏达镇。战斗持续了四天，30名军政府士兵身亡，钦邦保卫军没有伤亡，自此敏达成为一座鬼城。

### 正式抵抗的开始
4月16日，民主派政治家敏哥奈宣布成立民族团结政府，由少数民族成员担任高级职务，并表示被驱逐的领导人昂山素季和温敏将保留其职位，民族团结政府的成员将保留自己的职位。克钦族和克伦族将在新的平行政府中享有最高优先权。在同一份声明中，敏哥奈请求国际社会辨认军政府。
随后，民族团结政府于5月5日宣布组建武装部队，这一日期通常被认为是2021年至今缅甸内战的开始。这支武装部队被命名为人民防卫军（PDF）。 5月23日，人民防卫军与缅军在木姐镇发生冲突，造成至少 13名缅甸安全部队成员死亡。  6月初，苗瓦底县爆发战斗，军方和边境防卫部队（BGF，一支归附缅甸政府的克伦族武装）与克伦族民地武和人民防卫军的联合部队作战，造成数十名军政府士兵死亡。
克耶邦的克伦尼人民保卫军（KPDF）成员还占领并摧毁了该州首府壘固附近的几个缅军前哨基地。 5月底，缅军使用火炮和直升机袭击了垒固和德莫索的人民防卫军和克伦尼人民保卫军阵地。5月30日，克钦独立军加入战斗，在杰沙镇区与军政府军队作战，打死8名军政府士兵。葡萄镇区、帕敢镇区和莫茂镇区的战斗也在继续。
6月22日，军政府部队使用装甲车袭击了位于曼德勒的人民防卫军的一个安全屋，拘留了几名武装分子。 缅甸安全部队在中部城镇迪贝因与军政府反对者的对峙中打死至少25人。据报道，50名军政府士兵在甘高镇区在反政府武装的一系列地雷袭击中丧生。这些袭击发生在缅甸中部，该区域近年来很少发生武装暴力事件。

### 宣战
9月7日，民族团结政府宣布全国进入紧急状态，并对军政府发动人民保卫战。
民族团结政府的宣战使得人民保卫军、民地武（緬甸民族軍閥）對緬甸军政府遍布全国的冲突有所升温。9月10日，马圭省Myin Thar村的政府军与抵抗军之间发生冲突，造成至少17人死亡。 9月14日，民族团结政府声称，在过去三个月的战斗中，已有1700多名军政府士兵丧生，630人受伤。 9月至10月期间，钦邦、实皆省、马圭省、克耶邦和掸邦发生了几起重大冲突。 
10月7日，军政府控制的媒体报道称，自2月1日以来，至少406名军政府线人在抵抗势力的定向袭击中被杀，285人受伤。同一天，西北军区高级指挥官漂丹准将据称因联系抵抗势力意图叛逃而被拘留，这使他成为迄今为止试图叛逃的最高级别官员。

#### 人道主义危机
截至9月下旬，钦邦丹郎镇的8000名居民在房屋被军政府士兵纵火后逃往印度米佐拉姆邦。
9月28日，据报道至少20名军政府士兵在掸邦伏击中丧生。至少4名叛军以及一名手无寸铁的70岁平民在冲突中死亡。
11月16日，军政府部队攻占了位于实皆省葛礼镇西南部的人民保卫军葛礼大本营。共有9名人民保卫军医务人员被俘，2名保卫军士兵被杀，这些保卫军人员来自人民保卫军葛礼部第3营。

### 2021–2022 年旱季活动
11月下旬，内战和人民保卫军所带来的冲突和整合慢慢失去了动力，取而代之的是更加有动员性的军政府运动。

#### 緬甸東南部

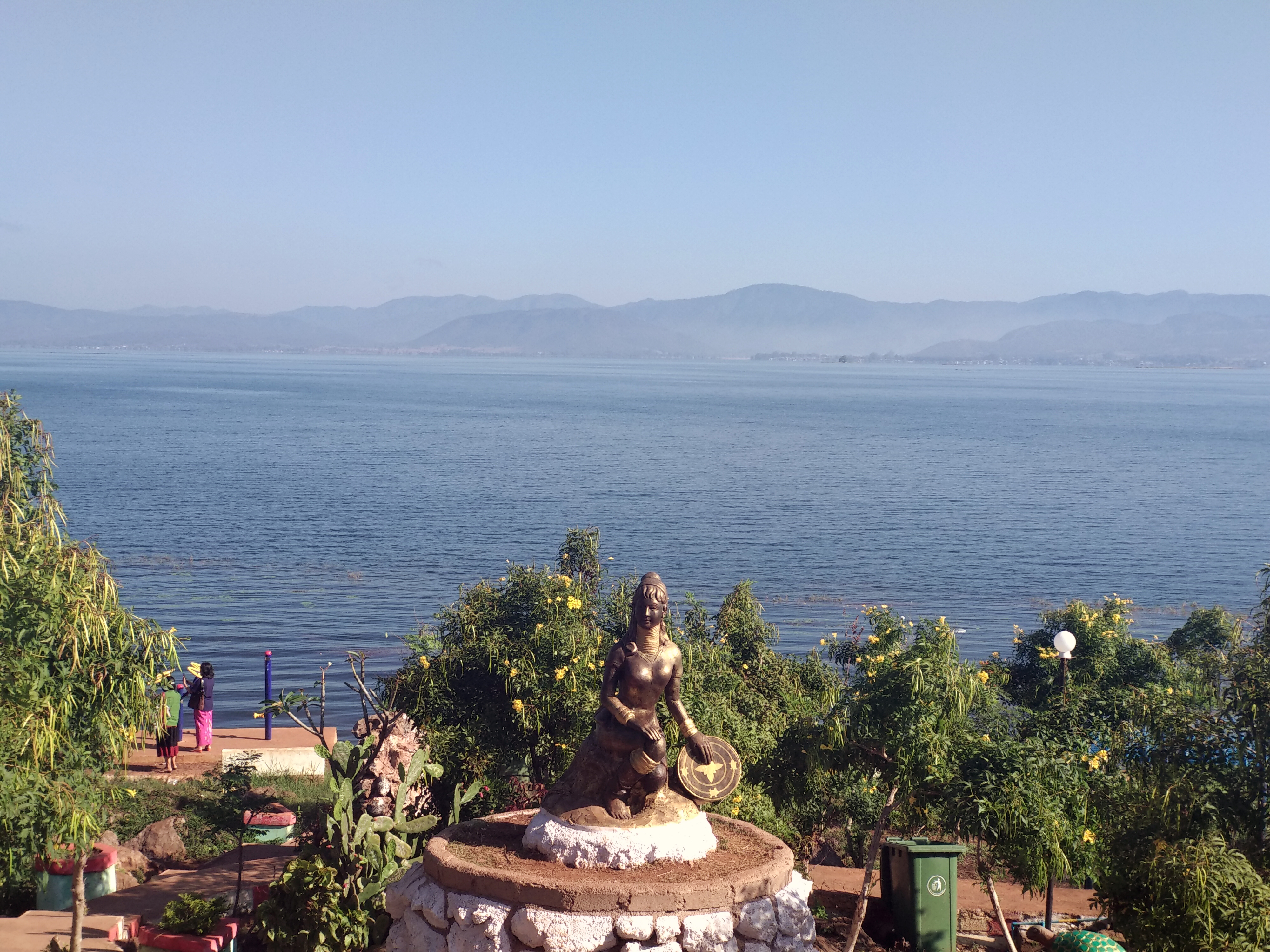
莫拜水庫(Moe Bye Reservoir)

##### 掸邦和克耶邦

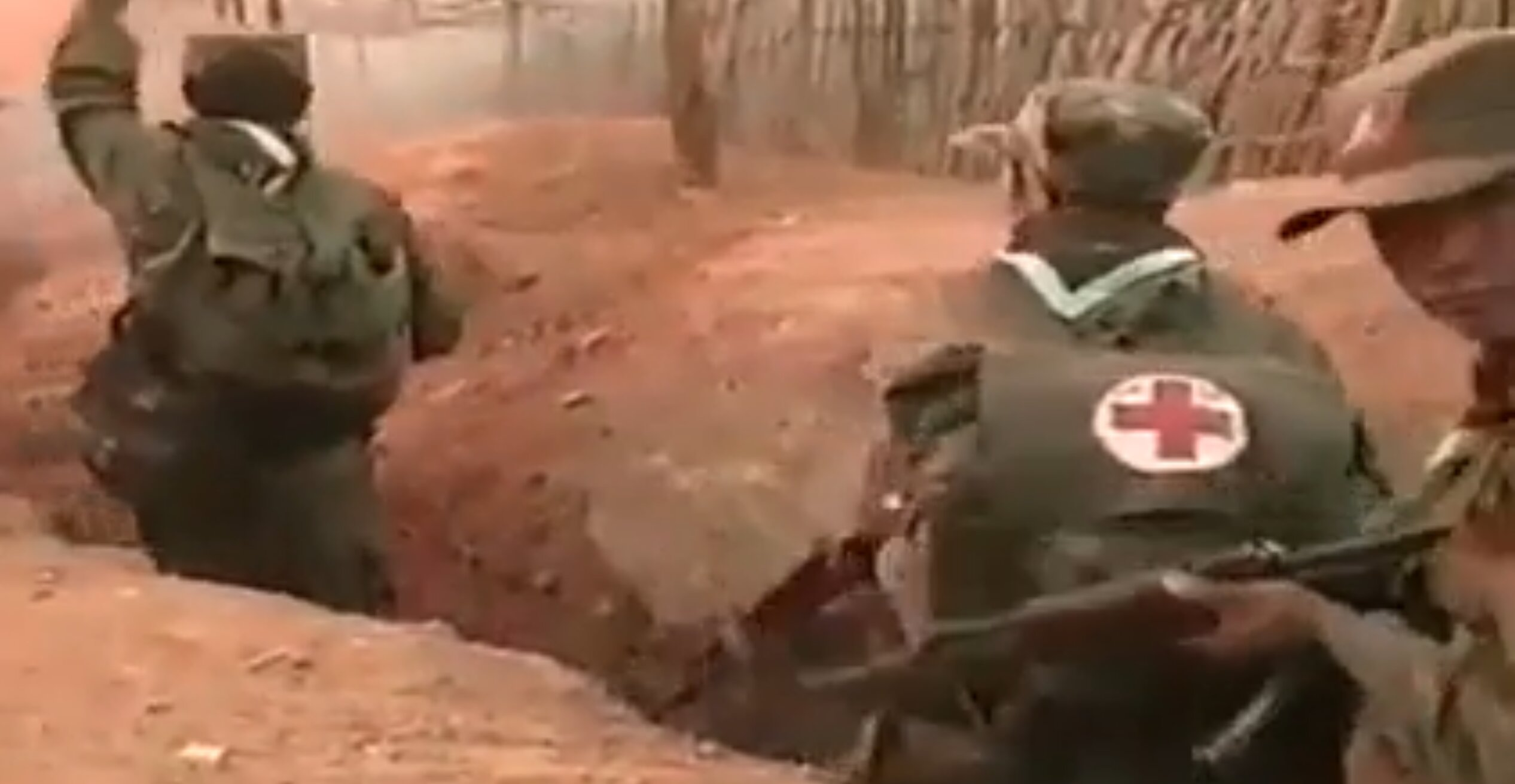
2021年6月14日，正在攻擊軍政府營地的克倫民族解放軍

11月17日，来自第442轻步兵营的数十名军政府士兵在掸邦贝贡镇伏击了人民保卫军孟别部的一个前哨基地。保卫军寡不敌众，被包围后被迫撤退。11月晚些时候，军政府部队伏击并摧毁了实皆省蒙育瓦Palin村附近保卫军蒙育瓦部第205中队的一个基地，迫使保卫军撤离。该基地是人民保卫军制造爆炸装置的车间所在地，这些爆炸装置在突袭中被摧毁。 11月25日，军政府部队在德莫索镇区Hohpeik村附近伏击并杀害了克伦尼民族保卫军（KNDF）的4名侦察队员。12月中旬，在与KNDF和克伦尼军成员进行了四天的战斗后，至少4名政府军第428轻步兵营士兵在普盧索鎮区被杀。
12月14日，约200名缅军士兵搜查了缅泰边境附近克伦民族军（KNU）控制的城镇雷格高。正在寻找活动人士和人民保卫军成员的士兵随后逮捕了几名据信与反军政府运动有关的人，其中包括渺弥亚镇区议员韦林昂 。12月20日，政府军在攻占一周后烧毁了垒固镇区Kunnar村的19间房屋。
12月24日莫索村外遭到军政府部队伏击，超过35人被屠杀。援助组织“拯救儿童”的两名工作人员遇难，促使该组织暂停在克耶邦和其他几个地区的行动。联合国安理会谴责此起袭击事件，并呼吁对此事件进行“彻底、透明的调查”。
2022年2月和3月，军政府多次对克伦邦和克耶邦村庄的平民目标进行空袭。来自该地区6个村庄的目击者还描述了士兵有系统地抢劫珠宝、现金、车辆和其他贵重物品。国际特赦组织后来指责军政府对该国少数民族实施连坐惩罚。

##### 克钦邦
11月下旬，克钦独立军和100名军政府士兵在瑞古以东约16公里的村庄Kachinthay附近交战。克钦独立军拒绝回应关于他们与人民保卫军民兵合作的传言，也没有提供伤亡人数。冲突发生之前，据称缅甸军方一直在测试的最近购买的苏-30战斗机中有两架进行了空中轰炸。同一天，人民保卫军马杜比部队与钦民族军合作，在连接马杜比和百力瓦的公路上袭击了第304轻步兵营的一个前哨。抵抗力量在撤退之前只打死了两名值班的军政府士兵。军政府士兵还在12月进行了一次夜间行动，在一次激烈交火后，他们占领并烧毁了人民保卫军登敏部队的一个营地。抵抗战士随后被迫撤退，2名人民保卫军登敏部队士兵阵亡，数人受伤。 在军政府对莫宁的克钦独立军发动空袭不到一周后，大约50名来自缅军第42步兵营的士兵从上午8:00到下午6:00袭击了 Nyaung Htauk附近的克钦独立军领地。同一天，在连接帕敢和莫宁的公路上，距离帕敢市中心约17英里的Wailon村附近发生了另一起冲突。军政府的炮兵部队向冲突地点发射了大约30枚炮弹，以支持步兵部队的前进。 克钦独立军的情报官员不愿透露自身部队的伤亡细节。

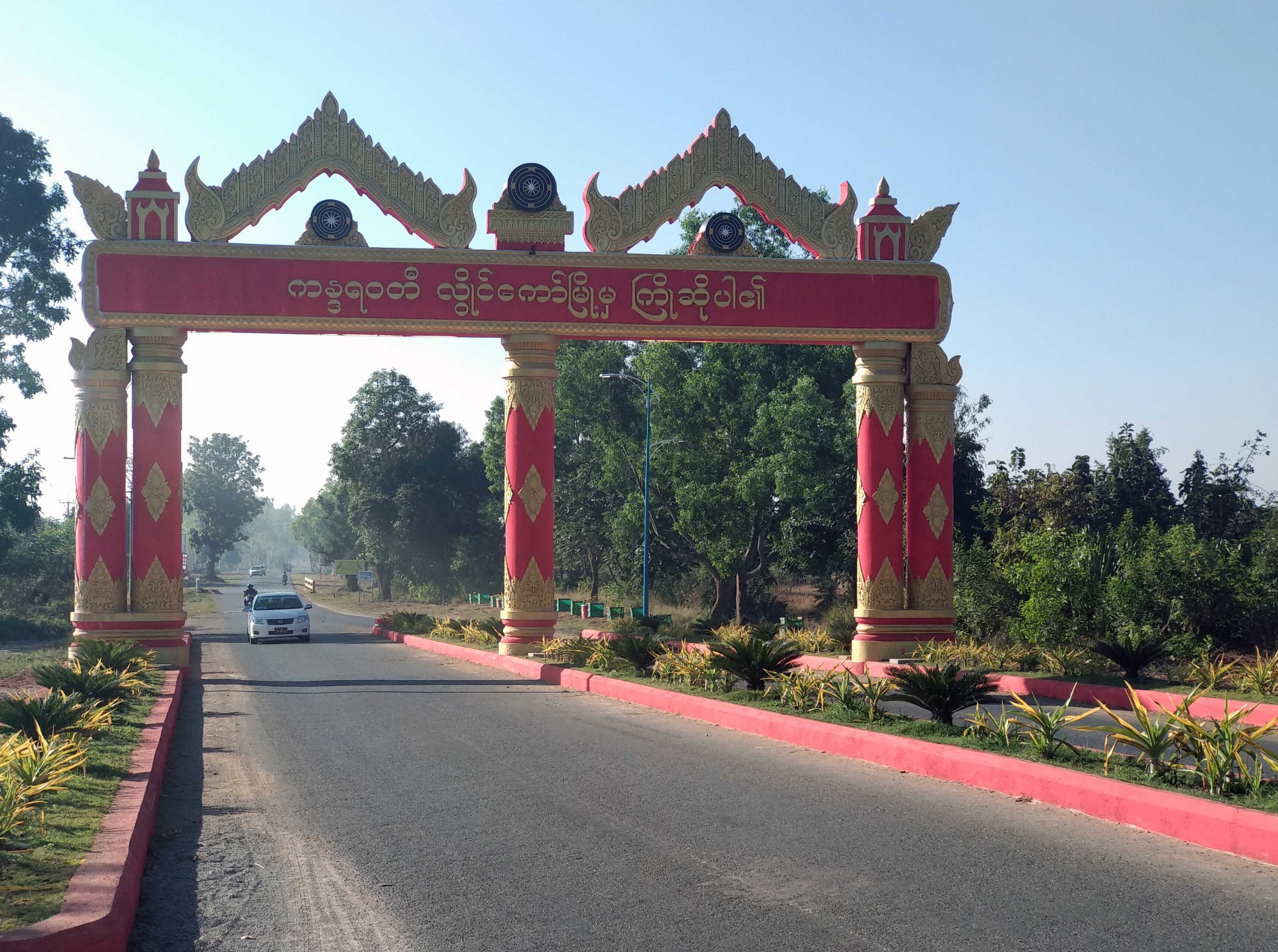
壘固進入口.

#### 缅甸中部
12月9日，马圭省的人民保卫军棉因部队的抵抗战斗人员在一次伏击中用3枚自制炸药袭击了两辆军用车辆。人民保卫军声称伏击至少造成3名敌方士兵受伤。中午，人民保卫军再次袭击了步行离开Mintharkya 的士兵，引发了双方的交火。人民保卫军萨林基G-Z部队战斗人员和一名平民被军政府士兵抓获并烧死，此前人民保卫军战斗人员在袭击附近的一个军事车队时引爆了炸药，引发约100名军政府士兵袭击该村。12月13日，缅军在炮击协助下，对实皆省阿亞道鎮区Ke Bar村的人民保卫军战斗人员和其他地方团体发动攻势。由于进攻的缅军部队火力强大，抵抗战士不得不撤退。
12月期间，军方派出6架直升机，约150名空降师士兵前往迪贝因西部执行空袭任务。缅军包围了实皆的迪贝因镇区，人民保卫军士兵就驻扎在那里。12月17日，缅甸国防军和军方支持的骠绍梯民兵对马圭省甘高鎮区的Hnan Khar村发动突然空袭，打死20名来自Yaw防卫部队的抵抗战斗人员。
2022年2月1日，人民保卫军在实皆省卡尼镇区发动联合攻击，至少有30名军政府和骠绍梯民兵联盟的士兵被打死。军政府运输物资和士兵的船队遭到伏击，至少有一个船队在袭击中被纵火。 2月7日，军政府士兵在实皆省当地人民保卫军的突袭中丧生。这些袭击是抵抗力量使用无人机的首批攻击之一。

### 2023年冲突

#### 1027行動
2023年10月27日，以緬甸民族民主同盟軍为首的三兄弟联盟发布声明，宣布开展对缅甸掸邦东北的臘戍、贵概等多地的缅甸军政府武装部队发动协同攻击。三兄弟联盟表示1027行动旨在维护和保卫领土免受缅甸當局军事入侵，消除压迫性军事独裁，并打击边境的电信诈骗。
随着战事的扩大，民族武装组织的攻势已外溢至掸邦以外的抹谷、曼德勒和实皆省的提坚镇区。该国其他反对军政府的民族武装组织，如人民防卫军（PDF），承诺支持并参与此次行动，对缅甸当局进行进一步攻击。
10月30日，德昂民族解放軍及人民保卫军佔領瑙丘。

#### 若開邦
2023年12月18日，緬軍在若開邦蘭里島與若開軍交火時，發動空襲、同時從海軍艦艇開火，有平民在砲火中受傷。另外若開軍也聲稱控制了欽邦三個軍事基地。
2023年11月17日，联合国的报道指出，自10月27日以来，已有20多万人被迫离开家园，而緬甸內戰以來境内的流離失所人數已達200萬。

### 脆弱的停火和2024年持續的戰役

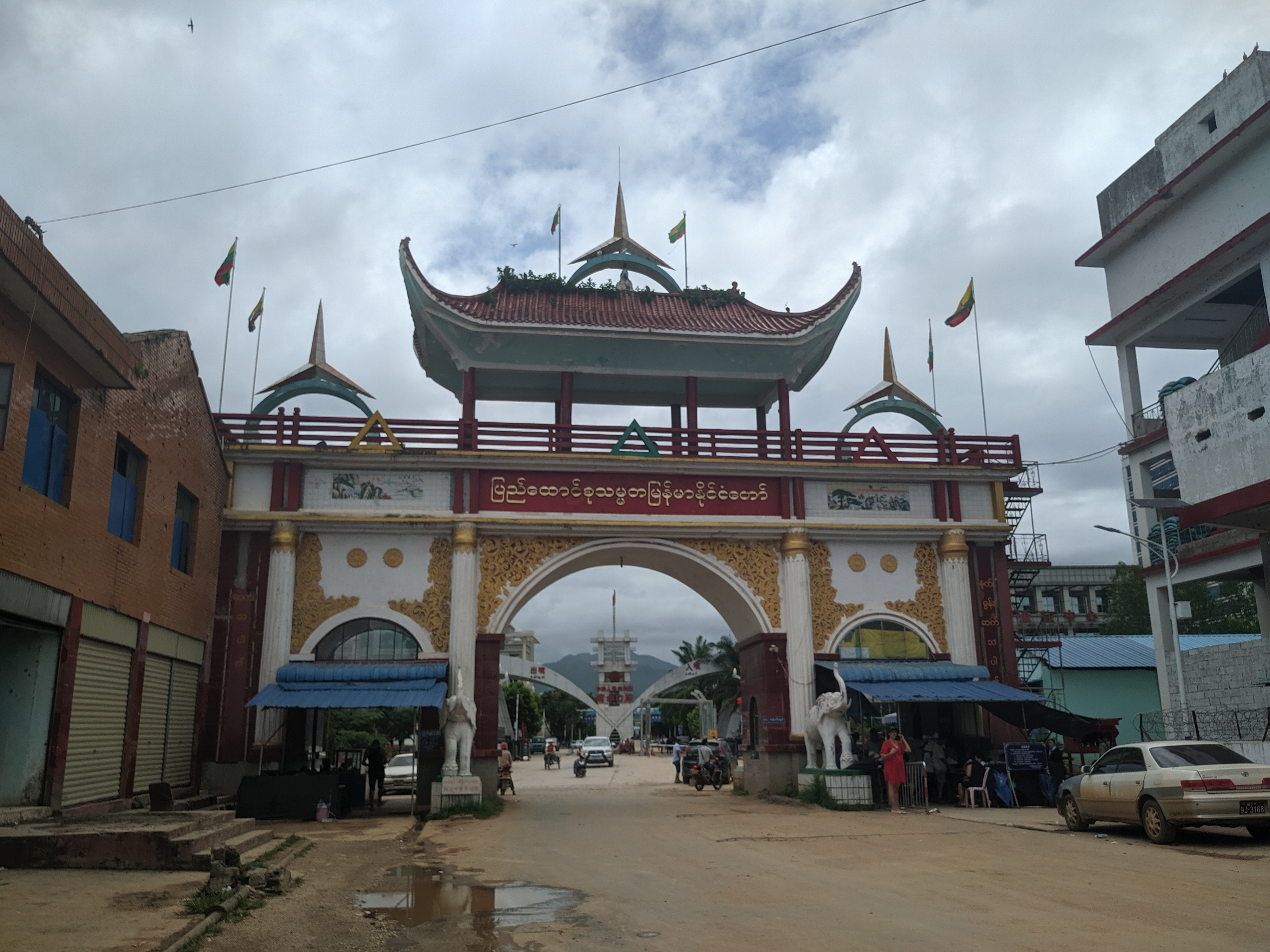
老街附近中国—缅甸边界的大門

#### 撣邦北部停火
2023年12月初，緬軍據稱向中國伸出求援手，要求其向三兄弟聯盟施加壓力，要求其停止1027行動。 1月5日，隨著果敢同盟軍在1027行動中的逐漸控制果敢各地區後便全面佔領老街後並消除了緬軍據點。於當日宣告果敢光復，時任果敢代主席吞吞敏宣佈向同盟軍與佤邦聯合軍投降，同時戶板移交于佤邦。
1月12日，在中华人民共和国外交部的斡旋下，中国宣布軍政府已與三兄弟聯盟談判達成停火協議。 雙方同意軍事人員脫離接觸，並承諾不損害中國邊境居民的安全。 據三兄弟聯盟稱，他們已同意不再佔領撣邦北部的更多城鎮，軍政府也同意不砲擊或襲擊該地區。第二天，德昂民族解放军 (TNLA) 報告稱，軍政府對撣邦北部多個鄉鎮進行空襲，違反了停火協議，其中包括臘戍鎮和皎梅镇。
1月15日，三兄弟聯盟斥責緬甸軍政府違反停火協議，當日若開軍方面宣佈已佔領百力瓦。
2月22日，阿拉干军宣布控制了邦纳均镇区的警察局。
3月5日，阿拉干军占领了距离其首府实兑附近的城镇邦纳均。
2024年3月5日，緬軍根據停火協議對德昂民族解放军行政控制下的三個鄉鎮實施戒嚴。
3月26日，緬甸民族民主同盟軍和緬軍發生自中國斡旋停火以來的首次衝突。 軍政府部隊試圖從臘戍東南部的 Kone Nyaung 入侵緬甸民族民主同盟軍 (MNDAA) 控制的領土，與緬甸民族民主同盟軍衝突45分鐘後被擊退。 作為回應，中國駐緬甸大使於3月28日會見了軍政府外交部長，討論結束衝突的問題。

#### 若開邦1027行動

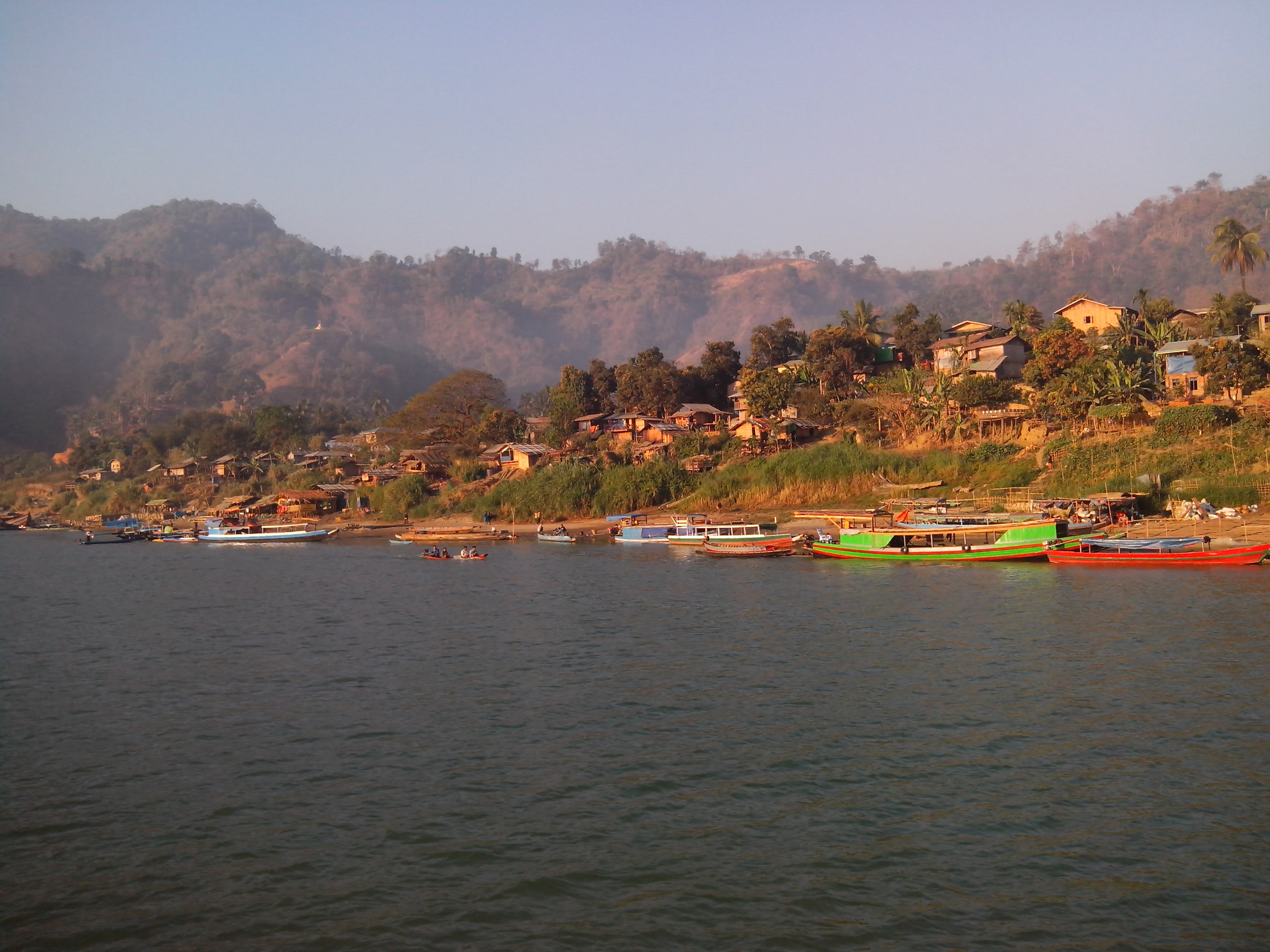
從加叻丹河看到的百力瓦(Paletwa)，2015 年

2024年1月8日，若開軍繼續實施1027行動，佔領若開邦皎道鎮的 Taung Shey Taung 基地及其 200 名軍政府士兵。 隨後，他們升級進攻欽邦百力瓦鎮，目標是奪取印緬加叻丹多模式交通运输项目的戰略城鎮百力瓦(Paletwa) 1月15日，若開軍佔領了百力瓦和整個鎮區。宣布其為「無軍事委員會的地區」。一週後，若開軍佔領了若開邦的包都鎮(Pauktaw)，結束了為期三個月的戰鬥。
2024年1月17日，通往印度邊境的法蘭 (Falam) 公路上的 Taingen 營地被佔領，欽族抵抗力量繳獲了武器和彈藥。 2024年1月20日，在600多名軍政府士兵和難民越過印緬邊境後，印度政府宣布了一項封鎖整個邊境的計劃。
2024年2月3日，隨著若開軍與緬軍在若開邦的衝突加劇，據報道有迫擊砲彈和幾顆子彈落在孟加拉國境內，造成一些當地居民受傷。 從科克斯巴扎爾縣的尤凱亞烏帕齊拉開始，孟加拉國與緬甸邊境傳來反覆的槍聲和爆炸聲。 至少 229 名緬甸邊防警察 (BGP) 人員透過 Tumbru 邊境點進入孟加拉國尋求躲避若開軍，孟加拉国步枪队 (BGB) 解除了他們的武裝，並在班多爾班縣為他們提供庇護。 2024 年2 月5 日，一名孟加拉國婦女和一名羅興亞男子被落在班多爾班古姆杜姆邊境的迫擊砲彈身亡。據報道，這枚迫擊砲彈是由緬甸發射的。

### 臘戍的武裝衝突

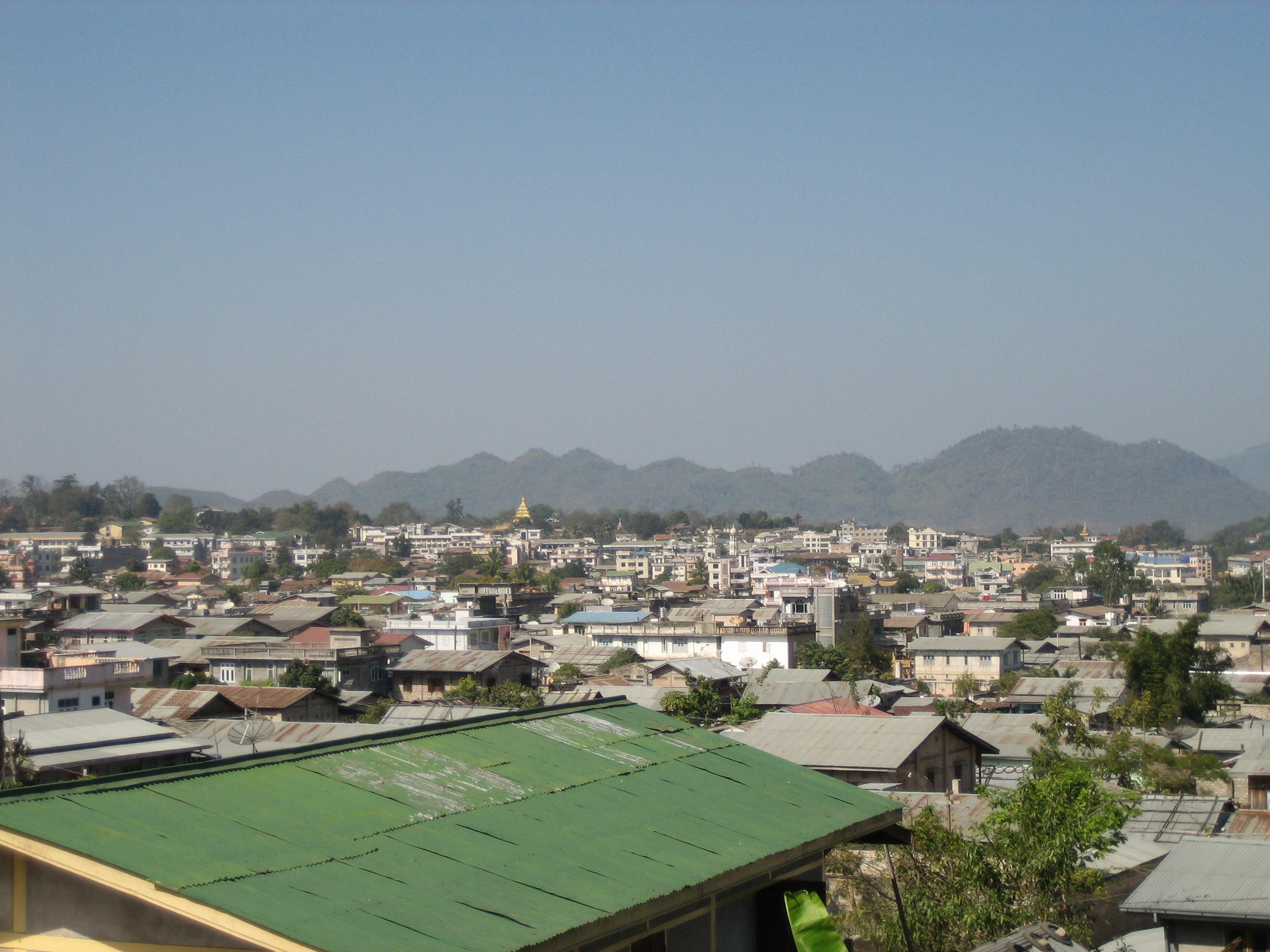
臘戍

2023年三兄弟聯盟發起1027行動後，臘戍由此成為三兄弟聯盟總擊的地區。2024年1月4日，緬軍宣佈炸毀通往臘戍的橋梁。隨著果敢同盟軍攻破老街城區後，臘戍成爲緬軍殘部的退守區域。1月12日隨著同盟軍與緬甸軍政府達成停火協議後正式停火。3月下旬，當地的緬軍殘部曾向果敢同盟軍發動短暫衝突，並在之後雙方退守至原處。
7月，隨著緬甸各地的內戰持續升溫，7月3日，緬甸國防軍與同盟軍正式交火，并在4日三兄弟聯盟宣佈已包圍了臘戍及攻佔其軍事總指揮部。7月7日，隨著當地緬軍投降民地武，最終少數民族武裝人員進駐臘戍。

#### 克欽邦

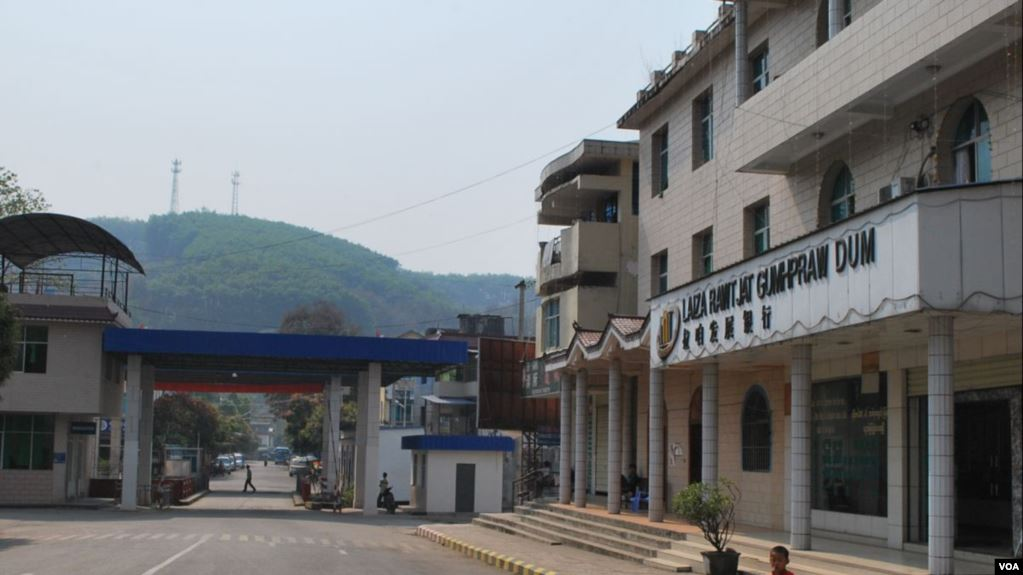
中国—缅甸边界拉咱的国门，2015年

儘管克欽獨立軍(KIA)與三兄弟聯盟是非常密切的軍事和政治夥伴，並且是缅北联合阵线的一部分，但它並未受到中國斡旋停火的影響。 克欽獨立軍、全缅学生民主阵线（ABSDF） 和克欽保卫軍 (KPDF) 的聯合部隊於2024年1 月 19 日佔領了孟密，並於 20 日佔領了鄰近的马本。 第二天，2 月 21 日，克欽獨立軍佔領了從中國瑞丽市到南康路線上具有重要戰略意義的曼溫吉基地。 3天后，經過一個月的戰鬥，克欽獨立軍佔領了Nam Hpat Kar村。 1 月 25 日，孟密被軍政府部隊重新攻佔。 從一月下旬開始，克欽獨立軍開始加緊對帕敢鎮的攻擊。 1月20日，克欽獨立軍佔領了帕敢西南的一個軍營。 2月2日，克欽獨立軍和克欽保卫軍佔領了 Namtein 前哨基地，威脅到連接帕敢和地區首府密支那的道路。 同一天，克欽族軍隊佔領了曼西鎮的Ba Laung Dein Sar。 2月16日，克欽獨立軍開始攻擊軍政府控制了30年的Si Kham Gyi基地。 4天後被攻佔。 經過三天的襲擊，克欽獨立軍於 3 月 4 日占領了曼西鎮的三個山頂基地。
由於緬甸兵役法使得軍政府的民望持續下降，並且許多緬甸人民選擇加入了民地武與敏昂萊集團對抗。而在3月7日克欽軍宣佈與若開軍等武裝集團聯合效仿果敢的1027行動，發動了代號“0307行動”的軍事行動。5月6日，若開軍聲稱在布迪当俘虜了數百名軍政府士兵。

### 妙瓦底

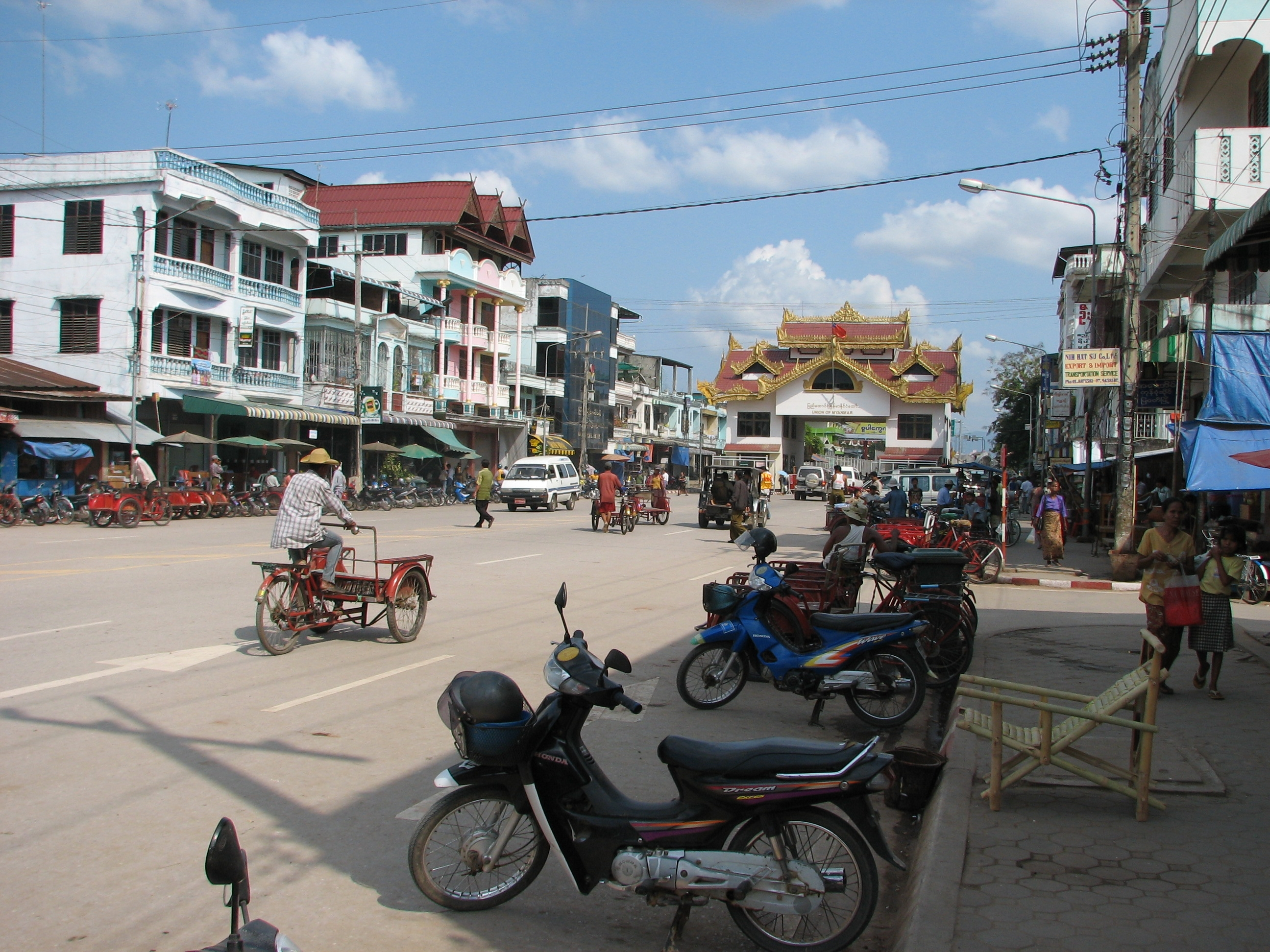
妙瓦迪朝東的主街，2010年

早在2023年的4月開始，克倫民族聯盟、克伦民族解放军和平委员会和巴洛人民保卫军已對駐紮在妙瓦底的克倫邊防軍據點發動了攻擊。2023年7月，克倫民族解放軍宣佈已攻下緬軍位於妙瓦底萊科山的軍事據點，隨著克倫尼聯軍發動了1107行動後的12月，克倫軍發布聲明要求緬軍全面撤離克倫邦，並正式對克倫邦發動了攻勢。而在自2024年的3月開始至4月初，陸陸續續攻下了緬軍位於妙瓦底的多個據點。4月9日，克倫軍宣佈對該地的最後一個緬軍據點發動了攻勢。4月11日隨著緬軍的撤離下最終全面控制了妙瓦迪。4月24日，隨著缅军对妙瓦迪实施反攻，并迫使克伦军从城市及周围据点暂时撤退，恢复了对妙瓦迪的控制。

## 人道影響與戰爭罪
自內戰爆發以來，緬甸的人權狀況大幅惡化。 緬甸軍方不斷升級戰爭罪行，包括謀殺、性暴力、酷刑和針對平民。 作為恐嚇策略的一部分，軍政府也奪取了政治對手的財產，影響了數百個家庭。 BBC新聞報導，親軍政府的準軍事組織骠绍梯民兵被指控對平民犯下不止一項暴行。
自內戰爆發以來，緬甸軍隊和抵抗力量都使用教育設施作為基地和拘留場所。 2021年，緬甸13個邦和地區報告了超過190起針對學校的暴力攻擊事件。 截至2022年6月，仍有780萬名兒童失學。
緬甸的公共衛生系統實際上已經崩潰， 內戰加劇了該國的糧食安全危機，四分之一的人面臨糧食不安全。 貧窮和糧食不安全對緬甸乾區和伊洛瓦底江三角洲地區造成了不成比例的影響，這些地區佔該國農業面積的 80% 以上，居住著該國三分之一的人口。
截至2022年9月，已有130萬人在國內流離失所，超過13,000名兒童被殺害。截至2023年3月，聯合國估計，自政變以來，緬甸有1,760萬人需要人道援助，160萬人在境內流離失所，55,000座民用建築被摧毀。
2023年3月，联合国人权事务高级专员办事处福尔克尔·蒂尔克報告稱，武裝衝突持續加劇。 他表示，他們正在調查數百起房屋被燒毀和包括兒童在內的平民被殺害的事件。 整體而言，1,520 萬人面臨糧食不安全。
2024年3月，聯合國緬甸人權問題特別報告員湯姆‧安德魯斯表示，1,860萬人需要人道援助。

## 經濟影響
由於持續的戰爭和軍政府國家管理委員會的經濟管理不善，緬甸的經濟狀況嚴重惡化。 2021年，緬甸GDP下降5.9%。 法國駐緬甸大使克里斯蒂安·勒謝維 (Christian Lechervy)在接受採訪時強調了政變對該國經濟的影響：“2021年，緬甸經濟成長萎縮了18%以上，貧困人口增加了一倍，需要援助的人數增加了10%。”人道援助增加了七倍，超過 45 萬人被迫逃離家園」。 2022 年3 月至6 月期間，每月有近10,000 人透過官方管道離開該國，加劇了該國的人才外流，並與1962年和1988年軍事政變後的平民外流相似。 當地就業市場已經崩潰。
2022年9月，七國集團 (G7)領導的財務行動特別組織宣布計劃將緬甸列入黑名單，因為緬甸未能阻止洗錢和恐怖主義融資。 當時，只有伊朗和北韓被列入財務行動特別組織黑名單。 2022年10月，緬甸被財務行動特別組織列入黑名單，這加劇了缅甸元幣值的波動。
戰爭擾亂了交通，阻礙了大米和玉米等農產品的出口，非法種植罌粟成為許多緬甸人的經濟支柱。 緬甸成為世界上最大的鴉片生產國，2023 年產量約 1,080 噸。

### 惡性通貨膨脹
截至 2022 年 9 月，缅甸元價值已貶值超過 60%， 而基本商品價格上漲高達 57%。 世界銀行估計，2022年緬甸經濟將再萎縮18%。
 自2022年4月以來，該國經歷了外匯短缺，這對進口商造成了嚴重影響，導致藥品和化肥等基本產品短缺. 軍政權實施外匯管制，加劇了在該國經營的國際公司的美元短缺問題。 隨著衝突加劇，許多外國和跨國公司，包括挪威電信、Ooredoo、雪佛龍、英美菸草、和伍德塞德石油公司已退出緬甸市場。